# جاك هال (لاعب كرة قدم بريطاني)
جاك هال (بالإنجليزية: Jack Hall)‏ (23 أكتوبر 1912 في المملكة المتحدة - 2000) هو لاعب كرة قدم بريطاني (وحمل سابقاً جنسية المملكة المتحدة لبريطانيا العظمى وأيرلندا) في مركز حراسة المرمى. لعب مع توتنهام هوتسبير ومانشستر يونايتد.